# Viscountess Enfield
'Viscountess Enfield' est un cultivar de rosier hybride de thé obtenu en 1910 par le rosiériste lyonnais Joseph Pernet-Ducher. Ce rosier est dédié à une aristocrate anglaise francophile, la vicomtesse Enfield, qui édita (1883-1905) le Journal de son oncle diplomate George William Greville (1801-1872), dont notamment les feuilles des années 1830-1840 décrivent la vie politique à Paris. Cette rose était classée à l'origine comme pernetiana. Elle n'est plus commercialisée.

## Description
Cette rose est une des nombreuses variétés issues de 'Soleil d'Or' (Pernet-Ducher, 1900), pour elle d'un semis, à la recherche de la rose idéale. Elle présente des fleurs de 8 à 10 cm de couleur vieux rose orangé teintée de jaune bouton d'or.
C'est une variété rustique supportant les hivers froids, mais qui nécessite des soins. Son buisson érigé aux aiguillons peu saillants s'élève à 110 cm. Son feuillage est vert brun. Elle a eu un certain renom en France et en Angleterre, mais elle a été vite dépassée par des variétés plus vigoureuses, comme 'Lyon Rose', malgré ses coloris délicatement raffinés.